# Great White Shark
Great White Shark, aussi connu sous sa véritable identité Warren White, est un personnage de fiction appartenant à l'univers de DC Comics. Créé par le scénariste Dan Slott et le dessinateur Ryan Sook, le personnage apparaît pour la première fois dans la mini-série de comic books Arkham Asylum : Living Hell en 2003.

## Biographie du personnage
Warren White est un homme d'affaires condamné pour la plus grande fraude jamais commise sur le marché boursier des États-Unis. Lors de son procès, il manipule le jury et tente de lui faire croire qu'il n'est pas responsable de ses actes. Il évite ainsi la prison pour être interné à l'asile d'Arkham. Il commet pour la première fois de sa vie une grosse erreur car à Gotham City, mieux vaut être déclaré coupable que fou.
Dès sa première nuit à Arkham, Warren White comprend qu'il a fait une erreur. Il tente de faire marche arrière et va consulter le Docteur Carver pour la convaincre qu'il n'est pas fou. Elle croit à son histoire et organise le transfert de White. Mais il devra tout de même rester une semaine à Arkham. Il est vite "adopté" par la population. Les autres pensionnaires lui trouvent un surnom : Fish. Et il devient vite le souffre-douleur de plusieurs de ses voisins comme Junkyard Dog, Double-Face, Killer Croc et d'autres… 
White pense avoir un autre allié en la personne du Docteur Carver mais cette dernière s'avère être en réalité une dangereuse psychopathe du nom de Jane Doe. Batman intervient pour sauver Warren White alors que Jane Doe tente de le tuer. Celle-ci se retrouve enfermée à Arkham. La semaine infernale de Warren continue et il se retrouve finalement sous la protection de Humpty Dumpty pourtant Jane Doe parvient à se libérer et à enlever Warren pour tenter de prendre son identité. Pour se débarrasser de lui, elle rouvre ses plaies et l'enferme dans la cellule de Mister Freeze. À cause du grand froid, la peau de Warren White blanchit. Il perd ses cheveux, son nez, ses oreilles, ses lèvres et quelques doigts. Dans un accès de folie, il se taille les dents en pointes et finit par ressembler à un grand requin blanc. Warren perd la raison et reste définitivement à Arkham. Il prend malgré tout le contrôle des affaires illégales à l'intérieur de l'asile en se servant de ses connexions dans le monde des affaires. C'est ainsi qu'avec l'aide de Tally Man, par exemple, il arrivera à assassiner les associés du Pingouin et à se venger d'Harvey Dent sans sortir de sa cellule.

## Description

### Physique
Great White Shark est un homme grand à la peau jaune très pâle, presque blanche. Son visage en forme d'ovale, son nez réduit à deux fentes, sa bouche sans lèvres et ses dents pointues lui donnent un air de squale qui lui vaut en partie son surnom. Les cicatrices laissées par Killer Croc sur son cou, trois griffures parallèles, rappellent des branchies et renforcent cette ressemblance.

### Personnalité
Durant son procès, Warren White est très sur de lui, narguant même le juge lors du prononcé de la sentence. Cette assurance persiste aussi à son arrivée à Arkham, lors de sa première discussion avec le gardien Aaron Cash. Mais bien vite, au contact des autres patients, il apparaît peureux, craignant pour sa vie alors qu'il devient le souffre-douleur de nombreux détenus. Sa transformation physique induit également un changement psychologique, ainsi lorsqu'il arrive à la tête de la hiérarchie des patients d'Arkham, il retrouve cette assurance.

### Compétences
Great White Shark possède un sens aigu de la manipulation lui permettant de quasiment contrôler toutes les affaires criminelles de Gotham.

## Création du personnage

### À propos du nom
Son surnom signifie « grand requin blanc », le terme « requin », désignant métaphoriquement un homme d'affaires sans scrupules.
Il obtient tout d'abord ce nom dans les médias, lors de son procès: White étant son nom de famille, et shark en référence à son absence de scrupules à avoir volé des milliers de familles.
À son arrivée à l'asile d'Arkham, il est tout d'abord surnommé "the new fish" par l'ensemble des patients et même certains gardes de l'asile.
Durant sa montée dans la hiérarchie des patients d'Arkham, il prendra momentanément le surnom de "flipper", en devenant l'assistant de Double Face, utilisant sa pièce fétiche à sa place, Dent ayant les mains recouvertes par des bandages.
Il retrouvera finalement son surnom de Great White Shark, en parvenant au sommet de la "chaîne alimentaire" des prisonniers, ce nom évoquant désormais surtout son aspect physique.

## Œuvres où le personnage apparaît

### Comics
- Arkham Asylum : Living Hell (Dessins : Ryan Sook, scénario : Dan Slott, couleurs : Lee Loughridge, DC Comics, 2003) Mini-série en 6 parties.
- Batman: Face the Face (scénario : James Robinson,DC Comics, 2006) Mini-série en 8 parties.
- Les patients d'Arkham

### Court-métrage
- Batman contre Dracula

### Jeux vidéo
Dans le jeu vidéo Batman: Arkham Asylum, bien que le Grand Requin n'apparaisse pas, deux de ses doigts, ses oreilles, et ses lèvres sont contenus dans un bocal dans la morgue d'Arkham. De plus, en utilisant la fonction détection il est possible de résoudre une énigme de l'Homme Mystère ("Quel est le tueur silencieux que l'on peut trouver dans un simple bocal") donnant accès à sa biographie.